# Mario Bortolotto
Mario Bortolotto (Pordenone, 30 agosto 1927 – Roma, 27 settembre 2017) è stato un critico musicale italiano.

## Biografia
Laureatosi prima in medicina e poi in lettere, compì gli studi musicali presso il Conservatorio di Venezia. Musicista, musicologo e critico musicale, il suo interesse si concentrò soprattutto sulla musica moderna, dal Lied romantico all'Ottocento russo e francese, all’Opera, passando per Wagner e Strauss, fino alla Nuova Musica. Nel carnet dei suoi capolavori preferiti contava Maestri cantori di Wagner, lo Strauss di Arianna a Nasso e Capriccio, Lulu di Berg e poi il Mozart di Nozze di Figaro, nonché tutto il Rossini buffo. Tra i suoi libri maggiori vanno ricordati Introduzione al Lied romantico e il saggio Fase seconda. Studi sulla nuova Musica (1968) che lo segnalò tra i maggiori interpreti delle avanguardie musicali. Collaborò con diverse riviste e periodici (tra cui L'Europeo, Amadeus, Il Foglio) e tradusse scritti di Theodor Adorno e Karlheinz Stockhausen. È stato accademico effettivo di Santa Cecilia, mentre dal 1966 al 1972 diresse la rivista Lo spettatore musicale. Negli anni Ottanta, come professore ordinario, ha retto la cattedra di Storia della Musica presso la Facoltà di Magistero dell'Università degli Studi "La Sapienza"  di Roma, poi confluita dal 1992 nella Facoltà di Lettere e Filosofia della nuova Università degli Studi "Roma Tre", dove è rimasto come professore Emerito sino alla fine degli anni Novanta.

## Opere
- Introduzione al Lied romantico, Ricordi, Milano, 1962; Adelphi, Milano, 1984
- Fase seconda : studi sulla nuova musica, Einaudi, Torino, 1969; Adelphi, Milano, 2008
- Consacrazione della casa, Adelphi, Milano, 1982
- Dopo una battaglia, Adelphi, Milano, 1992
- Est dell'Oriente, Adelphi, Milano, 1999
- Wagner l'oscuro, Adelphi, Milano, 2003
- La serpe in seno. Sulla musica di Richard Strauss, Adelphi, Milano, 2007
- Corrispondenze, Adelphi, Milano, 2010
- Fogli multicolori, Adelphi, Milano, 2013
- Il viandante musicale : saggi e cronache disperse, Adelphi, Milano, 2018